# Eccrita cervina
Eccrita cervina är en fjärilsart som beskrevs av Otto Staudinger 1892. Eccrita cervina ingår i släktet Eccrita och familjen nattflyn. Inga underarter finns listade i Catalogue of Life.